# Aria na strunie G
Aria na strunie G – aria pochodząca ze suity orkiestrowej D-dur nr 3 (BWV 1068) autorstwa Jana Sebastiana Bacha. Należy do najczęściej wykonywanych i najbardziej popularnych dzieł Bacha.
Nieznany jest dokładny rok powstania suity, z której pochodzi aria, jednak miało to miejsce między 1717 a 1723 rokiem. Bach napisał utwór na zamówienie Leopolda, księcia Anhalt-Köthen. Nazwę, pod którą dziś jest znana, aria zawdzięcza niemieckiemu skrzypkowi Augustowi Wilhelmj, który zaaranżował ją (dokonał transkrypcji) tak, by możliwe było jej wykonanie tylko na dwa instrumenty: skrzypce i fortepian (zgodnie z nazwą, pierwotnie suita została napisana na całą orkiestrę). Wykonując utwór, Wilhelmj grał tylko na jednej strunie swoich skrzypiec – strunie G. Aby było to możliwe, przetransponował tonację arii z D-dur na C-dur i przeprowadził transpozycję o oktawę w dół.
Aria była wielokrotnie aranżowana na rozmaite kombinacje instrumentów. Była setki razy wykorzystywana w kulturze popularnej: w filmach fabularnych (na przykład w ścieżce dźwiękowej thrillera Adwokat diabła, dramatu sensacyjnego Zakładnik, horroru Halloween) i animowanych (na przykład w filmach Żółta łódź podwodna i The End of Evangelion), w programach telewizyjnych, w reklamach oraz w komputerowych grach i symulatorach (na przykład w Gran Turismo 4).
Aria na strunie G wielokrotnie stanowiła inspirację dla wielu twórców muzycznych, na przykład została wykorzystana w piosence A Whiter Shade of Pale brytyjskiego zespołu rockowego Procol Harum (ta piosenka w czerwcu 1967 weszła na 1. miejsce na liście przebojów w Wielkiej Brytanii, a magazyn Rolling Stone umieścił ją na 57. miejscu listy 500 utworów wszech czasów), czy w utworze Everything's Gonna Be Alright pochodzącej z Niemiec grupy Sweetbox (który wszedł do pierwszej 10 na listach przebojów w Austrii, Belgii, Kolumbii, Finlandii, Francji, Hiszpanii, Irlandii, Izraelu, Włoszech, Norwegii, Szwajcarii, Szwecji, Wielkiej Brytanii i Włoszech).